# Periclimenaeus
Periclimenaeus (лат.) — род пресноводных креветок (Palaemonidae, Decapoda). Атлантический и Тихий океаны.

## Описание
Мелкие креветки. Рострум сжатый, дорсальный и вентральный края с зубцами, вентральный край может быть не вооружен. Карапакс с усиковым шипом, надглазничный шип присутствует или отсутствует. Мандибулы без пальп. Максиллипеды с экзоподом. Третий-пятый переподы с простыми или бифидными дактилями. Тельсон с 2 парами дорсальных шипов и 3 парами шипов на заднем крае.

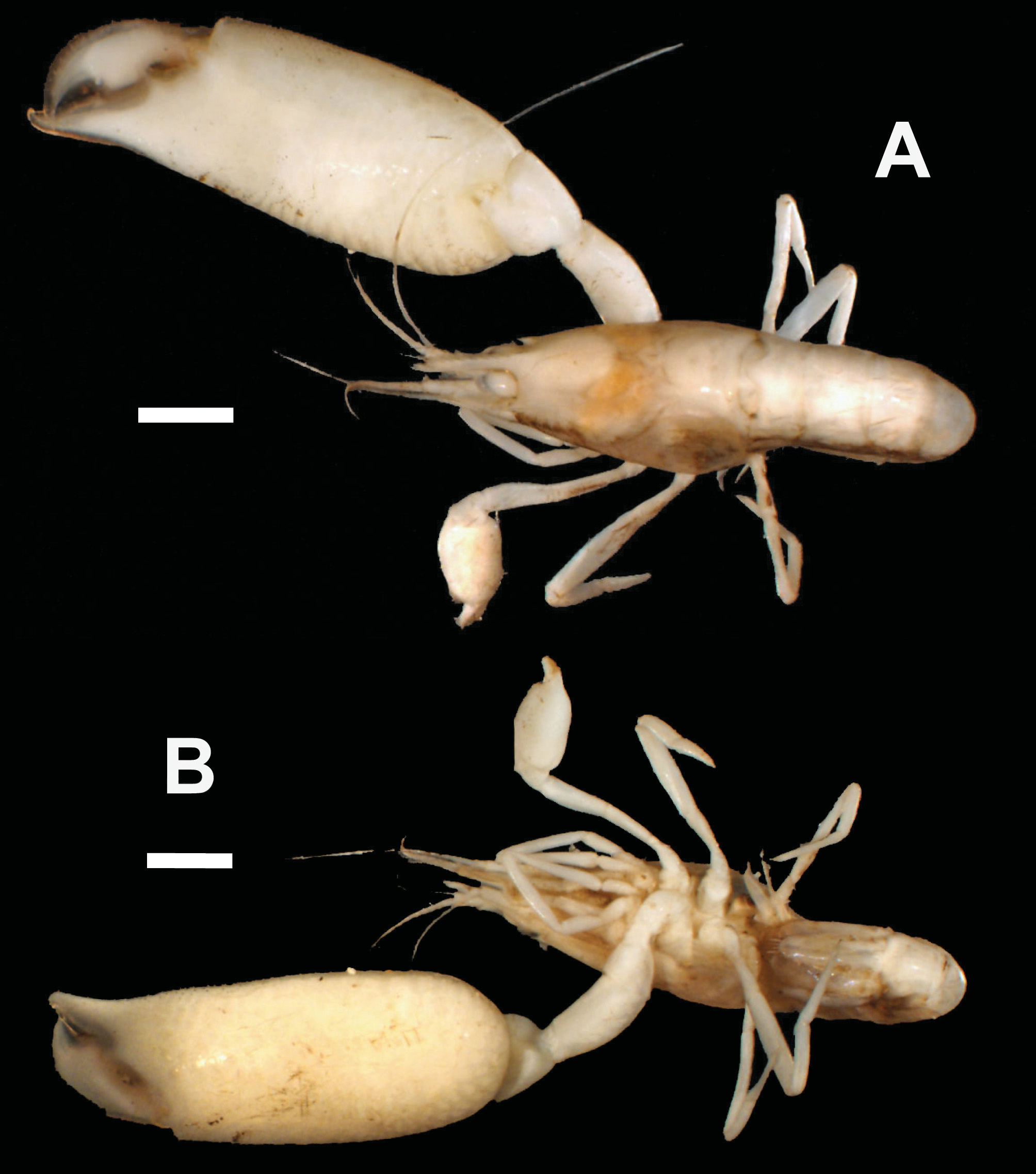
Periclimenaeus mcmichaeli
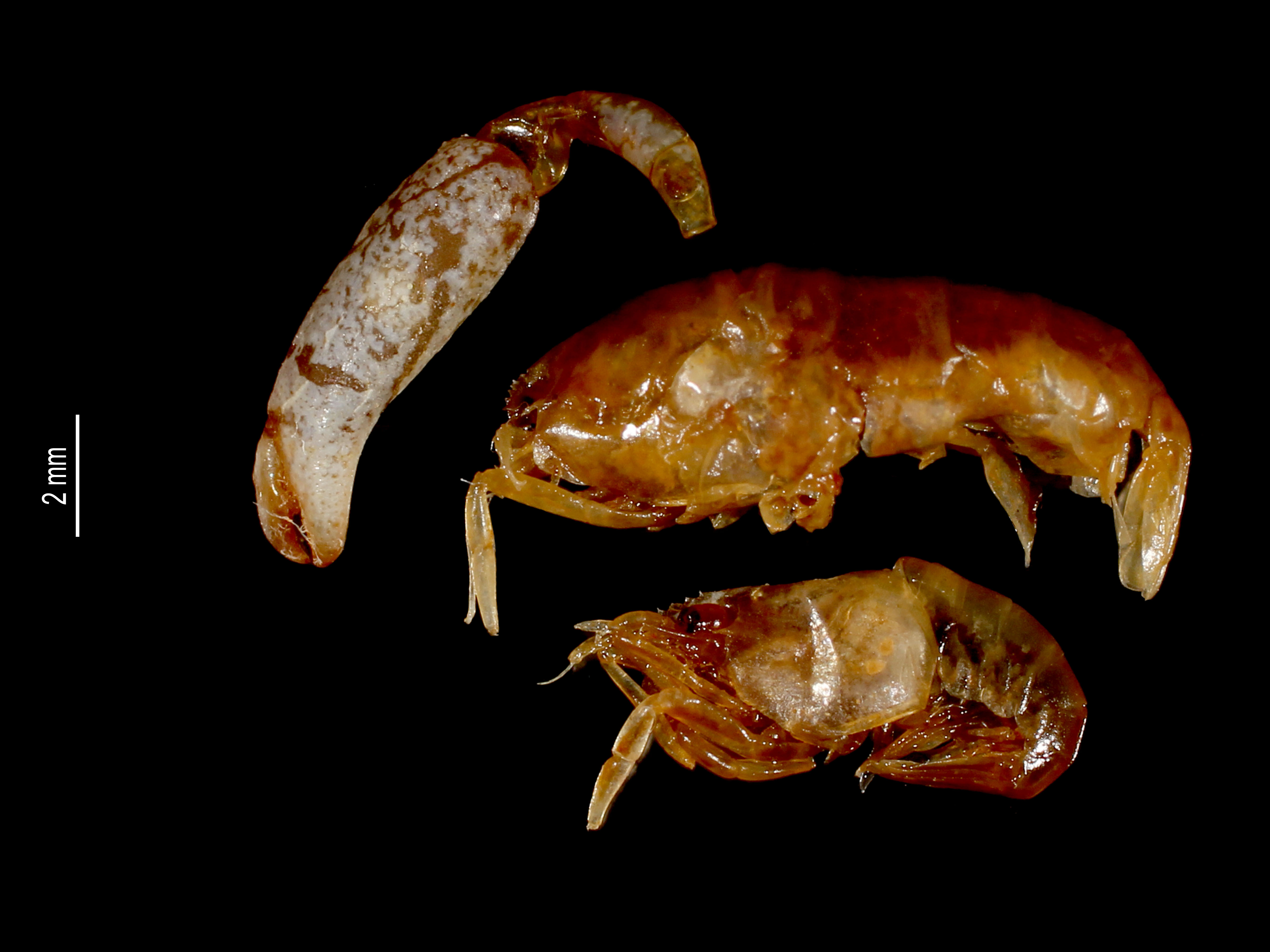
Periclimenaeus hecate

## Биология и экология
Обитают преимущественно в тропических морях, особенно в коралловых рифах и вокруг них. Креветки род Periclimanaeus живут в ассоциации с различными хозяевами, в основном с губками и асцидиями, где они обычно обитают во внутренних полостях хозяев парами, состоящими из самца и самки. Характерной особенностью рода является наличие грубо неравных клешней на второй паре ходильных ног, большая из которых имеет заметный молярный отросток на седьмом и конечном сегменте ноги, который располагается напротив впадины на неподвижном пальце, используемой для воспроизведения звука, что сходно с аналогичными структурами у родственного рода Coralliocaris и некоторых неродственных родов щелкающих креветок из семейства Alpheidae.

## Классификация
Periclimenaeus — второй по числу видов род семейства пресноводных креветок (Palaemonidae), распространение которого сосредоточено в индо-западной части Тихого океана, где насчитывается около 60 видов, а еще 14 видов обнаружены в Атлантике и восточной части Тихого океана. Первый описанный вид был описан по образцам, пойманным в Торресовом проливе судном HMS Alert в 1881—82 годах. Эти экземпляры были описаны британским зоологом Эдвардом Дж. Миерсом как Coralliocaris tridendatus, затем они были отнесены к Periclimenaeus как P. tridentatus после того, как Боррадайл назвал этот род.
- Periclimenaeus ancylodactylus Bruce, 2014
- Periclimenaeus arabicus (Calman, 1939)
- Periclimenaeus ardeae Bruce, 1970
- Periclimenaeus arthrodactylus Holthuis, 1952
- Periclimenaeus ascidiarum Holthuis, 1951
- Periclimenaeus atlanticus (Rathbun, 1901)
- Periclimenaeus aurae dos Santos, Calado & Araújo, 2008
- Periclimenaeus aurantiacus Bruce, 2014
- Periclimenaeus bermudensis (Armstrong, 1940)
- Periclimenaeus bidentatus Bruce, 1970
- Periclimenaeus bouvieri (Nobili, 1904)
- Periclimenaeus bredini Chace, 1972
- Periclimenaeus brucei Cardoso & Young, 2007
- Periclimenaeus calmani Bruce, 2012
- Periclimenaeus caraibicus Holthuis, 1951
- Periclimenaeus chacei Abele, 1971
- Periclimenaeus cloacola Fransen, 2023
- Periclimenaeus colemani Bruce, 2014
- Periclimenaeus colodactylus Bruce, 1996
- Periclimenaeus crassipes (Calman, 1939)
- Periclimenaeus creefi Bruce, 2010
- Periclimenaeus crosnieri Cardoso & Young, 2007
- Periclimenaeus dactylodon Bruce, 2012
- Periclimenaeus denticulodigitus Bruce, 2014
- Periclimenaeus devaneyi Bruce, 2010
- Periclimenaeus diplosomatis Bruce, 1980
- Periclimenaeus djiboutensis Bruce, 1970
- Periclimenaeus echinimanus Ďuriš, Horka & Al-Horani, 2011
- Periclimenaeus edmondsoni Bruce, 2013
- Periclimenaeus fawatu Bruce, 2006
- Periclimenaeus forcipulatus Bruce, 2014
- Periclimenaeus garthi Bruce, 1976
- Periclimenaeus gorgonidarum (Balss, 1913)
- Periclimenaeus hancocki Holthuis, 1951
- Periclimenaeus hebedactylus Bruce, 1970
- Periclimenaeus hecate (Nobili, 1904)
- Periclimenaeus heronensis Bruce, 2010
- Periclimenaeus holthuisi Bruce, 1969
- Periclimenaeus jeancharcoti Bruce, 1991
- Periclimenaeus kottae Bruce, 2005
- Periclimenaeus leptodactylus Fujino & Miyake, 1968
- Periclimenaeus lobiferus Bruce, 1978
- Periclimenaeus manihinei Bruce, 1976
- Periclimenaeus marini Bruce, 2013
- Periclimenaeus matherae Bruce, 2005
- Periclimenaeus maxillulidens (Schmitt, 1936)
- Periclimenaeus minutus Holthuis, 1952
- Periclimenaeus mortenseni Bruce, 1993
- Periclimenaeus myora Bruce, 1998
- Periclimenaeus nielbrucei Bruce, 2006
- Periclimenaeus nobilii Bruce, 1975
- Periclimenaeus nufu Ďuriš, Horká & Hoc, 2009
- Periclimenaeus orbitocarinatus Fransen, 2006
- Periclimenaeus orontes Bruce, 1986
- Periclimenaeus pachydentatus Bruce, 1969
- Periclimenaeus pachyspinosus Marin, 2007
- Periclimenaeus pacificus Holthuis, 1951
- Periclimenaeus palauensis Miyake & Fujino, 1968
- Periclimenaeus parkeri Bruce, 2012
- Periclimenaeus pearsei (Schmitt, 1932)
- Periclimenaeus pectinidactylus Ďuriš, Horká & Sandford, 2009
- Periclimenaeus perlatus (Boone, 1930)
- Periclimenaeus pulitzerfinali Bruce, 2011
- Periclimenaeus quadridentatus (Rathbun, 1906)
- Periclimenaeus rastrifer Bruce, 1980
- Periclimenaeus rhodope (Nobili, 1904)
- Periclimenaeus robustus Borradaile, 1915typus
- Periclimenaeus schmitti Holthuis, 1951
- Periclimenaeus serenei Bruce, 2012
- Periclimenaeus serrula Bruce & Coombes, 1995
- Periclimenaeus solitus Bruce & Coombes, 1995
- Periclimenaeus spinosus Holthuis, 1951
- Periclimenaeus spongicola Holthuis, 1952
- Periclimenaeus storchi Bruce, 1989
- Periclimenaeus stylirostris Bruce, 1969
- Periclimenaeus tchesunovi Ďuriš, 1990
- Periclimenaeus tridentatus (Miers, 1884)
- Periclimenaeus trispinosus Bruce, 1969
- Periclimenaeus tuamotae Bruce, 1969
- Periclimenaeus uropodialis Barnard, 1958
- Periclimenaeus usitatus Bruce, 1969
- Periclimenaeus wilsoni (Hay, 1917)
- Periclimenaeus wolffi Bruce, 1993
- Periclimenaeus zanzibaricus Bruce, 1969
- Periclimenaeus zarenkovi Ďuriš, 1990